# Ostheldera
Ostheldera là một chi bướm đêm thuộc họ Noctuidae.

## Loài
- Ostheldera arne L. Ronkay & Z. Varga, 1994
- Ostheldera minna L. Ronkay & Z. Varga, 1994
- Ostheldera persa L. Ronkay & Z. Varga, 1994